# 19 (tal)
 For alternative betydninger, se 19 (flertydig). (Se også artikler, som begynder med 19)
19 (nitten) er et tal, der kommer efter 18 og før 20.

## I matematik
- 19 er det 8. primtal, og firling med 11, 13 og 17.

## Andet
- Kalium har atomnummer 19.
- Det berømte Rockefeller Center i New York består af 19 bygninger.

- Wikimedia Commons har flere filer relateret til 19 (tal)

| Matematik | Spire Denne artikel om matematik er en spire som bør udbygges. Du er velkommen til at hjælpe Wikipedia ved at udvide den. |

|  | Infoboks uden skabelon Denne artikel har en infoboks dannet af en tabel eller tilsvarende. |